# 玛丽亚·斯特凡
玛丽亚·斯特凡（羅馬尼亞語：Maria Ștefan，1954年2月16日—），罗马尼亚女子皮划艇运动员。她曾代表罗马尼亚参加1976年、1980年和1984年夏季奥林匹克运动会皮划艇比赛，其中1984年奥运会获得一枚金牌。